# Olivia Putman
Olivia Putman (París; 1964) es una diseñadora francesa, hija de Andrée Putman y heredera del estudio de diseño de su madre: Estudio Putman. Su gama de trabajos oscila entre la arquitectura de interior a la escenografía y diseño.

## Biografía
Olivia Putman creció en París con su madre, Andrée Putman, una diseñadora, y su padre, Jacques Putman, un coleccionista de arte, editor y crítico. Es una de las figuras artísticas de su tiempo, a la altura de Andy Warhol y Yves Santo-Laurent.

## Carrera
Después de graduarse en el instituto, Olivia completó un grado de bachiller en historia del arte, en 1987, en el París-Sorbonne Universidad
En 1988 exhibe piezas de Jasper Johns o Mario Merz en París.

### Diseño de interiores
- 2007 - Morgans Hotel, Nueva York.[3]
- 2009 - "El Rivage" hotel, Hong Kong.[4]
- 2011 -  Trabajos Públicos' sede en Champs-Elysées, París.[5]
- 2013 - Estudio Putman ganó en colaboración con Lilian Allen y Mathias Klotz una competición internacional para diseñar nueva VIP lounges para LATAM Airways. El primer lounges abierto en los aeropuertos de Buenos Aires y Bogotá.[6]
- 2013 - Hotel Sofitel Arc de Triomphe, París.[7]
- 2014 - el hotel Puede Faustino en la isla de Menorca, España.
- 2014 - VIP lounge para LATAM Airways en São Paulo, Brasil.[8]
- 2015 - VIP lounge, (aeropuerto más grande  lounge en América Del sur), Santiago, Chile.
- Diseño de 2016 Interiores para un 58 motor de Metros yate.
- 2017 - Euromed Centro, Marseille.
- 2018 - Lagardère Sede, Francia.
- 2018 - Villas para Hotel Christopher, Santo Barthélémy.

### Escenografía
- 2009 - Escenografía para la Madeleine Vionnet exposición en el Musée des Artes Décoratifs, París (París' Museo de Artes Decorativas)
- 2009 - Escenografía para los espectáculos de Christophe (cantante) en el Olympia, París.
- 2010 - Olivia Putman es, con Sebastien Grandin, curator de la exposición "Andrée Putman, embajador de estilo" en Sala de Ciudad del París (250,000 visitantes)[9]
- 2013 - Olivia Putman es el embajador de creación francesa en el Ambiente Feria en Fráncfort. Para este acontecimiento,  diseñe espacios simbolizando el arte de francés viviente.
- 2013 - Exposición "Le Temps des Colecciones" en el Musée des Pretendientes-Artes de Rouen (Rouen  Museo de Bellas artes)
- 2014 - Durante el "acontecimiento de mayo" francés en Hong Kong, Olivia Putman presenta dos exposiciones aproximadamente Estudio Putman en PMQ y en El Hito (Hong Kong)[2]

### Premios
- 2000 - "Jardin de Rêve" Premio (Premio de jardín del Sueño) en el "Festival des Jardins" de Santo-Nube. Olivia Putman imaginó un jardín para el Parfums Caron
- 2009 - Olivia Putman gana el Nespresso concurso[10]
- 2012 - Olivia Putman gana el LATAM Airways concurso et y crea VIP lounges en América Del sur
- 2015 - Premio de Diseño Mejor para el THG colección en el "BD Feria" Del oeste, Los Ángeles[11]